# Ngaso
Ngaso is een bestuurslaag in het regentschap Rokan Hulu van de provincie Riau, Indonesië. Ngaso telt 5061 inwoners (volkstelling 2010).